# Пауль Фридрих Мекленбург-Шверинский
Па́уль Фри́дрих Вильгельм Генрих Мекленбургский (нем. Paul Friedrich Wilhelm Heinrich zu Mecklenburg; 19 сентября 1852, Людвигслюст — 17 мая 1923, Людвигслюст) — второй сын великого герцога Мекленбург-Шверина Фридриха Франца II и его первой жены Августы Рейсс-Шлейц-Кестрицской. Мекленбургский офицер, генерал кавалерии в Первую мировую войну.
В мае 1881 года женился на принцессе Марии цу Виндишгрец (1856—1929), своей двоюродной сестре. Супруги были внуками великого герцога Пауля Фридриха Мекленбург-Шверинского и его жены Александрины Прусской.
Имел пятерых детей:
- Пауль Фридрих[нем.] (1882—1904), холост, бездетен;
- Мария Луиза (1883—1887) — умерла в возрасте 4 лет;
- Мария Антуанетта (1884—1944), замужем за Павлом Рафаиловичем Бермондт-Аваловым, брак бездетен;
- Генрих Борвин[нем.] (1885—1942), три брака, бездетный;
- Иосиф (1889–1889) — умер во младенчестве.

Принимал участие во франко-прусской войне 1870—1871 годов, 26 ноября 1871 года российский император Александр II пожаловал ему орден Св. Георгия 4-й степени
В воздаяние отличной храбрости и военных подвигов, оказанных во время военных действий во Франции.
Умер уже после отречения последнего великого герцога Мекленбург-Шверинского Фридриха Франца IV и падения монархии.